# Joe Maloy
Joe Maloy (20 de dezembro de 1985) é um triatleta profissional estadunidense.

## Carreira

### Rio 2016
Joe Maloy competiu na Rio 2016, ficando em 23º lugar com o tempo de 1:48.30.